# Мохота, Ниша
Ниша Мохота (англ. Nisha Mohota; род. 13 октября 1980, Хингангхат, Махараштра, Индия) — индийская шахматистка, гроссмейстер среди женщин (2003), международный мастер среди мужчин (2011).

## Биография
С 1993 по 2000 год представляла Индию на юношеских чемпионатов мира по шахматам среди девушек в различных возрастных группах, где наивысший успех достигла в 2000 году в Ереване, когда заняла девятое место в возрастной группе U20.
В 2001 году в Ченнаи завоевала бронзу на индивидуальном чемпионате Азии по шахматам среди женщин. В 2005 году в Бангалоре стала победительницей чемпионата Индии по шахматам среди женщин. В 2007 году поделила четвертое место на международном шахматном турнире в французском городе Сент-Африк, а также заняла четвертое место на индивидуальном чемпионате Азии по шахматам среди женщин. В 2014 году в Гоа победила в шахматном турнире «Indian National Challengers».
Участвовала в женских чемпионатах мира по шахматам:
- В 2001 году в Москве в первом туре победила Татьяну Степовую, а во втором туре проиграла Кристине-Аделе Фойшор[8];
- В 2008 году в Нальчике в первом туре проиграла Надежде Косинцевой[9].

Представляла Индию на трех шахматных олимпиадах (2004, 2008—2010) и на командном чемпионате мира по шахматам в 2013 году. В командных чемпионатах Азии по шахматам среди женщин участвовала четыре раза (2003—2009). В командном зачете завоевала две серебряные (2005, 2008) и бронзовую (2003) медаль, а в индивидуальном — две серебряные (2005, 2008) медали. В женском командном турнире по шахматам Азиатских игр участвовала в 2010 году.